# Lục Hà
Lục Hà (chữ Hán giản thể: 陆河县, âm Hán Việt: Lục Hà huyện) là một là một huyện thuộc địa cấp thị Sán Vĩ, tỉnh Quảng Đông, Cộng hòa Nhân dân Trung Hoa. Huyện Lục Hà có diện tích 986 km², dân số năm 2005 là 350.000 người. Mã số bưu chính của Lục Hà là 516700. Chính quyền nhân dân huyện đóng ở trấn Hà Điền. Về mặt hành chính, huyện Lục Hà được chia thành 8 trấn: Hà Điền, Tân Điền, Hà Khẩu, Thượng Hộ, Thủy Thần, Đông Hàng, Nam Vạn, Loa Khê và 1 nông trường quốc doanh Cát Khê.